# Hypotetická chemická sloučenina
Hypotetická chemická sloučenina je chemická sloučenina, jejíž existence byla navržena, ale nebyla potvrzena její přípravou, pozorováním, nebo izolováním.
Některé hypotetické sloučeniny, jako jsou například například tetra-terc-butylmethan C(C(CH3)3)4, fluorid chloristý (ClF7), nebo fluorid bromistý (BrF7), nemohou vzniknout kvůli příliš silným sterickým efektům, jiné kvůli velkému kruhovému napětí (například tetraedran C4H4). Další mohou být značně nestálé, podléhat rozkladu, izomerizaci, polymerizaci, přesmyku, nebo disproporcionaci. U některých se předpokládá, že se objevují jako reaktivní meziprodukty nebo jsou pozorovatelné ve vakuu. U jiných hypotetických sloučenin není znám žádný postup přípravy (sem patří mimo jiné hyperkuban a bromchlorfluorjodmethan).
Sloučeniny radioaktivních prvků (například hydroxid francný FrOH, fluorid radonový RnF6, fluorid astatistý AtF7, fluorid polonatý PoF2) často nebyly vytvořeny kvůli radioaktivnímu rozpadu a krátkým poločasům přeměny.
Některé „výchozí sloučeniny“ nebyly, či ani nemohou být, izolovány, i když jsou u nich popsány stabilní substituované strukturní analogy (mimo jiné borol, C4H4BH). Hypotetické sloučeniny mohou být odvozovány od známých, jako například nestálé kyseliny odvozené od již popsaných solí; patří sem také případy, kdy určitá kyselina vytváří soli s některými kationty, ale s jinými ne. Příklady takových „fantomových kyselin“ mohou být kyselina disiřičitá HO−S(=O)−S(=O)2−OH a kyselina siřičitá O=S(−OH)2, jejichž soli jsou stálé.
Některé sloučeniny dlouho považované za hypotetické byly později izolovány; v roce 1913 byla navržena existence ethendionu, jenž byl spektroskopicky pozorován roku 2015.
Další stálou sloučeninou je trichroman draselný, který lze získat v malých množstvích a je silným oxidačním činidlem. Předpovězeny, ale dosud[kdy?] nepotvrzeny, byly trichroman sodný a tetrachroman sodný a draselný.
U jiných sloučenin byla oznámena jejich příprava, ale nyní se považuje za nepravděpodobnou; příklady mohou být polyvoda, fluorid chromový (CrF6) a fluorid osmičelý (OsF8).
Dalšími hypotetickými sloučeninami jsou fluorid xenoničelý (XeF8), pentazol (N5H), hexazin (N6), oktaazakuban (N8), cyklický ozon (O3), a fluorid dusičný (NF5).
Přestože hydrid rhenistý, ReH7, nebyl izolován, tak je známa jeho stabilní sůl, nonahydridorhenistan draselný.